# 福島町
福島町（日语：／ Fukushima chō */?）是位於北海道渡島綜合振興局、渡島半島西南部的城鎮。南部的海岸與津輕海峽接壤，內陸地區則多為山地。當地以漁業為主，是日本魷魚乾產量最高的城鎮之一。第41代橫綱千代之山雅信、第58代橫綱千代之富士貢皆出生於此，使福島町成為最多橫綱誕生的城鎮。

## 歷史
- 1900年7月1日：福島村和白符村合併為福島村，並成為北海道一級村。
- 1906年4月1日：吉岡村、禮髭村、宮歌村合併為吉岡村，並成為北海道二級村。[3]
- 1944年2月11日：福島村改制為福島町。
- 1955年1月1日：吉岡村被併入福島町。

## 交通

### 機場
- 函館機場（位於函館市）

### 鐵路
- 北海道旅客鐵道
  - 海峽線：吉岡海底車站
  - 松前線：已於1988年停駛

### 道路
| 一般國道 - 國道228號 - 國道280號 | 道道 - 北海道道532號岩部渡島福島停車場線 - 北海道道636號渡島吉岡停車場線 - 北海道道812號館町福島線 |

### 巴士
- 函館巴士

## 觀光景點
| - 福島町青函隧道記念館 - 橫綱千代之山、千代之富士記念館 - （每年8月） - 福島大神宮例大祭（每年9月） - 鄉土慶典（每年10月） - 南北海道車站傳大會（每年11月） | - 松前神樂（國選擇無形民俗文化財、北海道指定無形文化財） - 宮歌村文書（北海道指定有形文化財）：收藏於宮歌八幡神社 - 福島大神宮祭禮行列（福島町指定無形民俗文化財） - 白符荒馬踊（福島町指定無形民俗文化財） |

## 教育

### 高等學校
- 道立北海道福島商業高等學校 （页面存档备份，存于）

### 中學校
| - 福島町立中福島學校 | - 福島町立吉岡中學校 |

### 小學校
| - 福島町立白符小學校 | - 福島町立福島小學校 | - 福島町立吉岡小學校 |

## 姊妹市・友好都市

### 日本
- 三厩村（青森縣東津輕郡）：友好都市，現已合併為外濱町。
- 福島町（長崎縣北松浦郡）：友好都市，現已合併為松浦市。
- 木曾福島町（長野縣木曾郡）：友好都市，現已合併為木曾町。

### 海外
- 波特萊恩斯（美國 阿拉斯加州）：姊妹都市

## 本地出身的名人
- 千代之山雅信：大相撲第41代橫綱
- 千代之富士貢：大相撲第58代橫綱
- 中島正一：冒險家
- 山本直樹：漫畫家

## 外部連結
- （日語）北海道福島町 （页面存档备份，存于）
- （日語）福島町商工會青年部